# 喀麥隆卉鱂
喀麥隆卉鱂（学名：Micropanchax camerunensis），為輻鰭魚綱鯉齒目鯉齒亞目花鳉科的其中一種，其种加词“camerunensis”意为“喀麦隆的”。分布於非洲喀麥隆及赤道幾內亞的淡水流域，體長可達3公分，棲息在雨林溪流及氾濫平原，屬肉食性，生活習性不明，可做為觀賞魚。